# Internationaler Jugendfreiwilligendienst
Der Internationale Jugendfreiwilligendienst (IJFD) ist vom deutschen Bundesfamilienministerium eingerichtet worden als Möglichkeit, sich freiwillig im Ausland im sozialen oder ökologischen Bereich sowie in der Friedens- und Versöhnungsarbeit engagieren zu können.

## Der Dienst
Der IJFD nimmt für sich in Anspruch, ein Lern- und Orientierungsdienst zu sein. Die Freiwilligen sollen hier schwerpunktmäßig soziale und interkulturelle Kompetenzen erwerben können und werden in dieser Zeit durch Fachkräfte pädagogisch begleitet. Hinzu kommen bei einem zwölfmonatigen Dienst der Besuch von mindestens 25 Seminartagen, die auch vorbereitende und nachbereitende Veranstaltungen umfassen. Die Einsätze im Ausland dauern zwischen 6 und 18 Monaten. Die Einsatzbereiche sind gemeinnützige Einrichtungen, wie etwa Kinder- und Jugendeinrichtungen, Altenheime, Bildungsinstitutionen, aber auch im Umwelt- und Naturschutz.

## Entstehung
Der IJFD beruht auf einer Richtlinie des Bundesministeriums für Familie, Senioren, Frauen und Jugend aus dem Jahre 2010. Eine gesetzliche Regelung existiert nicht. Er möchte Jugendliche im Alter von 18 bis 26 Jahren ansprechen, die ein Auslandsjahr absolvieren möchten, ein Verständnis für andere Kulturen entwickeln, den interkulturellen Dialog voranbringen und sich beruflich orientieren möchten.

## Träger
Der IJFD wird durch zugelassene Träger in eigener Verantwortung durchgeführt.

## Finanzierung
Das Bundesfamilienministerium fördert die Freiwilligen über Träger des IJFD mit einem trägerbezogenen Festbetrag von bis zu 350 Euro pro Monat. Der Teilnahmebeitrag setzt sich aus öffentlicher Förderung und Förderkreisbeiträgen zusammen. Er deckt die wichtigen Auslandsversicherungen, Unterkunft und Verpflegung im Gastland, ein monatliches Taschengeld sowie die Teilnahme am verpflichtenden pädagogischen Begleitprogramm ab. Einen Teil der Kosten müssen die Freiwilligen abdecken, sei es durch eigene Ersparnisse oder durch den Aufbau eines Förder- oder Spenderkreises.